# الیجیلان
الیجیلان (به اسپانیایی: Alijilán) یک منطقهٔ مسکونی در آرژانتین است که در ایالت کاتامارکا واقع شده‌است.